# Wrocławski węzeł wodny

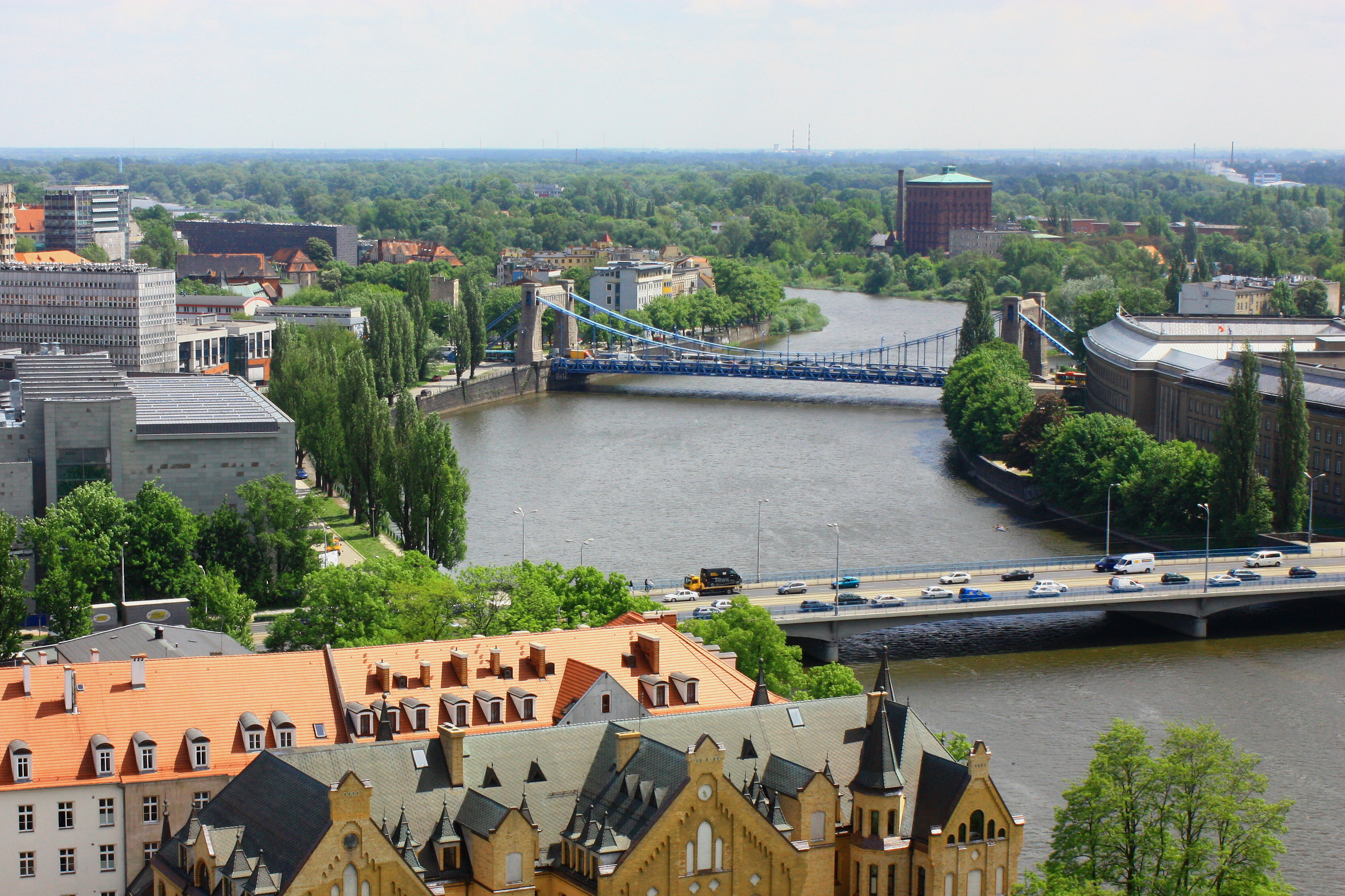
Odra we Wrocławiu – widoczne mosty Grunwaldzki i Pokoju, prawy brzeg rzeki po lewej

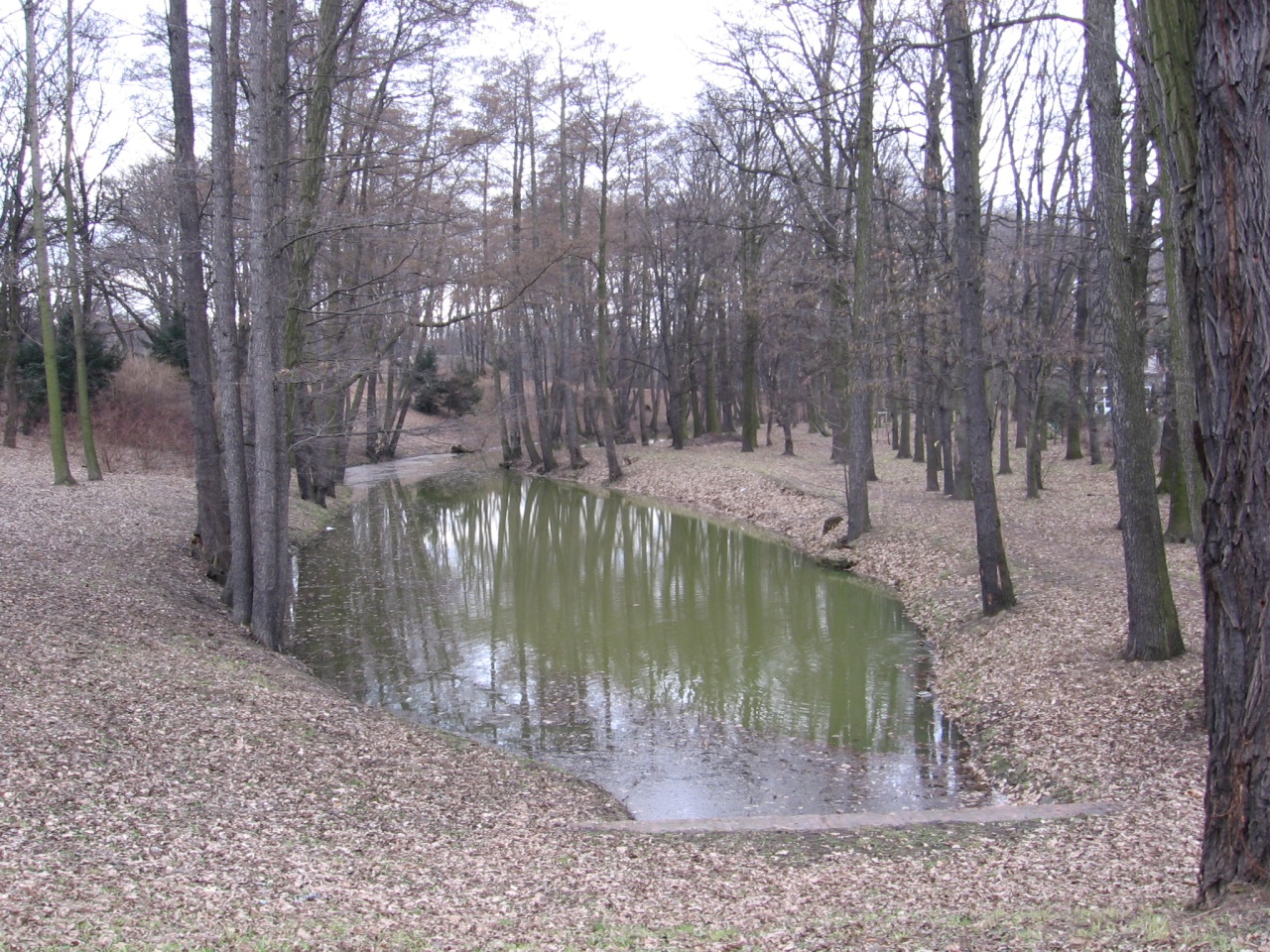
„Czarna Woda” – relikt koryta Odry na wrocławskim Zalesiu widziany z Mostu Zaleskiego przy ul. Czackiego

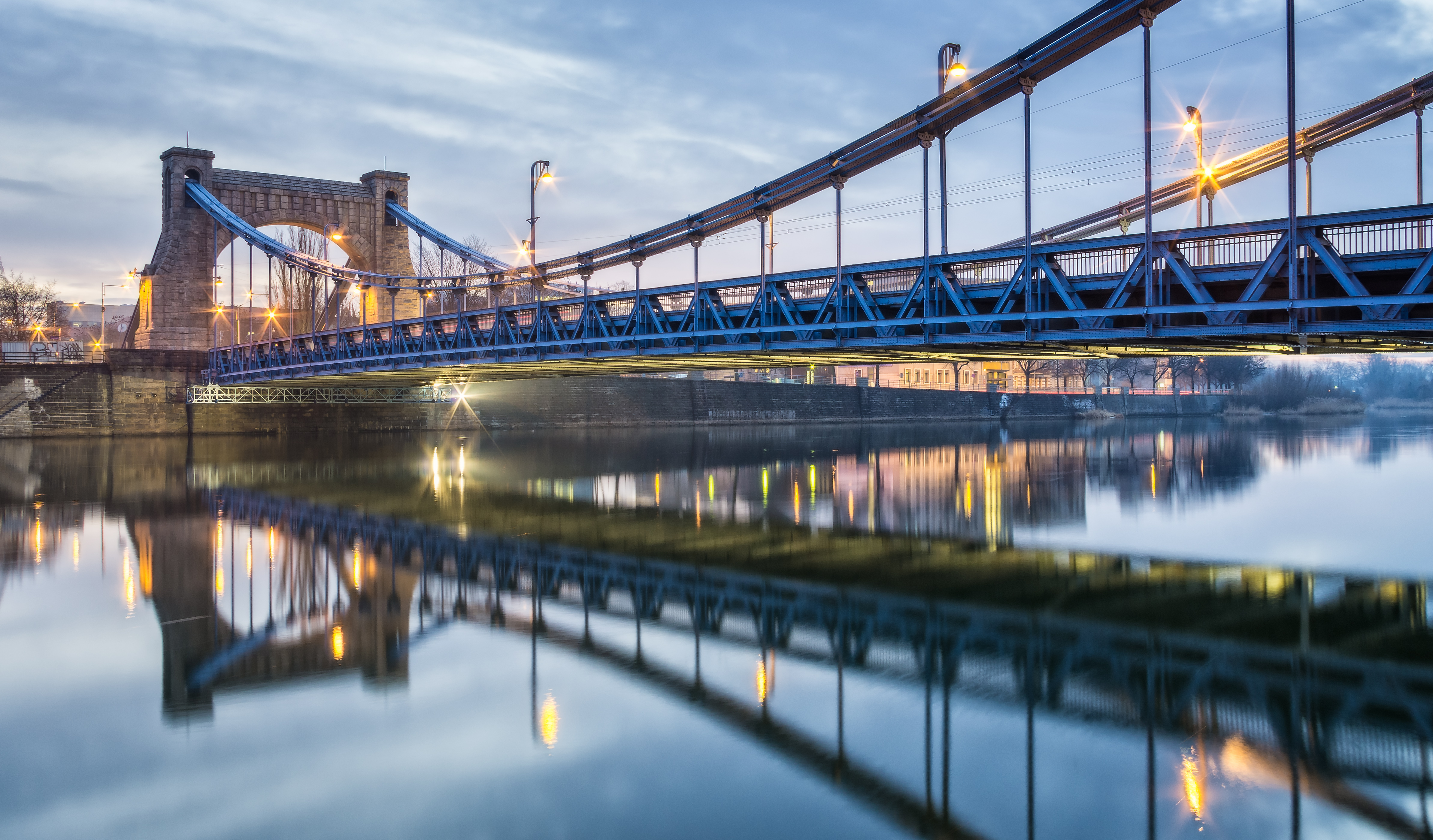
Most Grunwaldzki nad rzeką Odrą we Wrocławiu

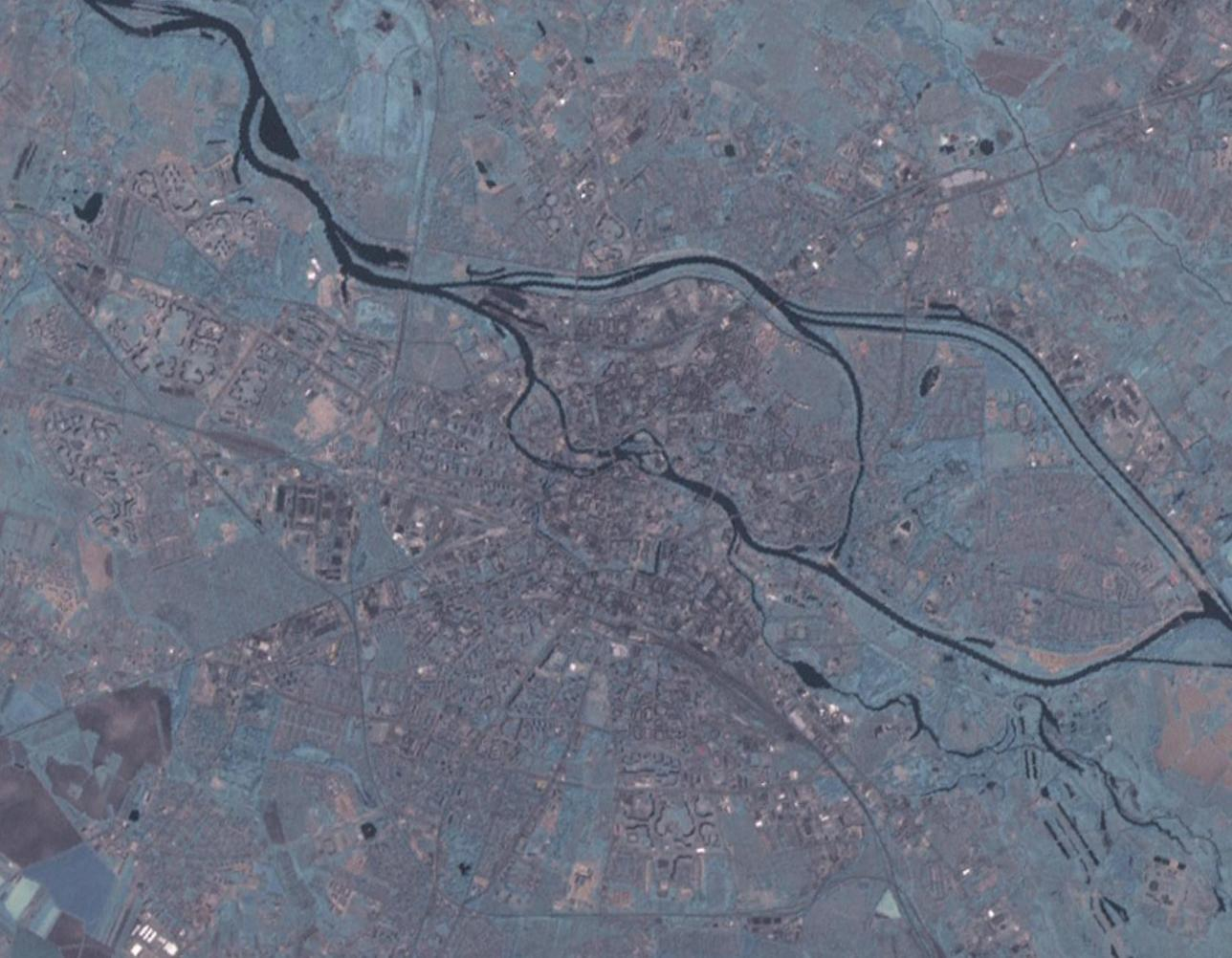
Zdjęcie satelitarne Wrocławia z widocznymi rozgałęzieniami Odry

Wrocławski węzeł wodny (WWW) – węzeł wodny na Nizinie Śląskiej, na terenie miasta Wrocławia. Obejmuje Odrę, jej dopływy, kanały wodne oraz budowle i urządzenia hydrotechniczne do celów przeciwpowodziowych, żeglugowych i przemysłowych.
Jest to największy w Polsce i jeden z największych w Europie system dróg wodnych oraz budowli hydrotechnicznych, zlokalizowany na obszarze aglomeracji miejskiej.
Stare Miasto leży w szerokiej dolinie Odry, gdzie rzeka tworzy liczne rozgałęzienia opływające kilkanaście wysp, i gdzie uchodzą do niej cztery dopływy średniej wielkości: Oława, Ślęza, Bystrzyca i Widawa. Układ koryt rzecznych zmieniał się w czasach historycznych na skutek licznych powodzi oraz działalności człowieka. Proces kształtowania się Wrocławskiego Węzła Wodnego zakończył się w drugim dziesięcioleciu XX wieku.

## Historia

### Średniowiecze
Powyżej historycznego Wrocławia równoległy do Odry przebieg ma zarówno jej największy w tej okolicy lewy dopływ (Oława), jak i prawy (Widawa). Obie rzeki posiadają nieproporcjonalnie szerokie doliny w stosunku do ilości niesionej wody, przebiegają bowiem poprzez dawne starorzecza odrzańskie. Oława być może jeszcze w czasach wczesnohistorycznych uchodziła do Odry kilkadziesiąt kilometrów wcześniej, już na wysokości miasta Oława. Z kolei wiadomo również, że obecna dolina Widawy na terenie Wrocławia mieściła przez jakiś czas koryto Odry. Niemiecki geograf Richard Leonhard wyraził w związku z tym przypuszczenie, jakoby słowiańska nazwa rzeki Widawy była identyczna z łacińską nazwą Viadua, którą identyfikuje się zwykle z Odrą. Przesunięcie się Odry w czasach wczesnohistorycznych na południe i powstanie obecnego biegu przez centrum miasta należy datować najpóźniej na wiek IX, czyli przed powstaniem grodu wrocławskiego na Ostrowie Tumskim.
Powyżej Wrocławia Odra meandrowała od Opatowic w kierunku północno-zachodnim między Sępolnem na lewym brzegu a Kowalami na prawym brzegu, następnie skręcając na południowy zachód i rozwidlając się, a następnie ponownie łącząc, tworząc w ten sposób wyspę porośniętą lasem dębowym, określaną jako Leerbeutel (współczesne osiedle Zalesie). Lewe koryto otaczające Zalesie było już w roku 1442 określane jako starorzecze, podczas gdy prawe jeszcze w 1483 uchodziło za stosunkowo nowe. Dawny bieg Odry przez między Sępolnem i Kowalami zachował się jako potok Schwarzwasser aż do początków XX wieku (do budowy kanałów w tym rejonie), zaś ślady dawnego prawego koryta w okolicy Zalesia są zachowane do dziś jako „Czarna Woda” (albo – pomimo braku w nim przepływu – „Czarny Potok”, „Czarna Rzeczka”), „Morskie Oko” i pas zieleni między Zalesiem i Zaciszem oraz Park Szczytnicki i znajdujące się w nim stawy; nazwę „Czarna Woda” nosi też, będący pozostałością tego samego koryta Odry, podłużny staw na Swojczycach, w pobliżu ulic: Swojczyckiej, Miłoszyckiej, Ludowej, Gospodarskiej i stacji kolejowej Wrocław Swojczyce.

#### Odra Miejska
Odra w połączonym korycie kierowała się najpierw na zachód, aby na wysokości obecnego cmentarza przy ul. Bujwida ponownie się podzielić na Odrę Miejską i Odrę Świętego Wincentego. Główne i zapewne starsze koryto Odry Miejskiej biegło dalej na południe, pozostawiając na lewym brzegu rybacką wieś Szczytniki, zaś w okolicy dzisiejszego mostu Szczytnickiego rozwidlała się. Jedno z ramion biegło dalej na południe, zataczając następnie szeroki łuk wzdłuż dzisiejszego Wybrzeża Wyspiańskiego, aby w okolicy dzisiejszego Ostrowa Tumskiego wpłynąć do Wrocławia. Drugie, węższe ramię biegło wzdłuż ul. Grunwaldzkiej, łącząc się z odnogą otaczającą Ostrów Tumski za katedrą, w miejscu stawu na terenie obecnego Ogrodu Botanicznego. W samym Wrocławiu Odra dzieliła się na dalsze odnogi, tworząc kilkanaście wysp i wysepek, z których kilka (m.in. Wyspa Piasek, Wyspa Słodowa, Kępa Mieszczańska) istnieje do dziś, inne zaś zostały z biegiem czasu zlikwidowane lub naturalnie zanikły. Lokacyjne miasto wrocławskie leżało na lewym brzegu Odry, od południa otoczone było Oławą, która uchodziła do Odry na wysokości Arsenału Odrzańskiego (dziś w tym miejscu znajduje się Trasa W-Z); po rozbudowie miasta w 1263 przekopano nową Fosę. Odra miała we Wrocławiu istotne znaczenie gospodarcze, napędzała bowiem kilkanaście młynów (dodatkowo Oława jeden) i foluszy, ponadto miasto posiadało prawo składu względem transportowanych Odrą towarów.

#### Odra Św. Wincentego
Z kolei powstała prawdopodobnie dopiero po XI wieku Odra św. Wincentego (niem. Vinzenzoder) płynęła od rozwidlenia przez pewien odcinek w kierunku północnym, a następnie najkrótszą drogą kierowała się na zachód, wzdłuż obecnej ul. Bolesława Prusa, mijając od północy Ołbin i zabudowania klasztoru św. Wincentego, które dały tej odnodze Odry nazwę. Następnie wpadała do miejskiej odnogi Odry na wysokości Wyspy Bielarskiej. Z roku na rok po letniej powodzi koryto Odry św. Wincentego stawało się coraz szersze, tak że w XIII w. zakonnicy wznieśli napędzany jej wodą młyn, po raz pierwszy wspomniany w 1294. W połowie XIV wieku odnoga rzeki stała się spławna, zaś w 1359 klasztor zapewnił sobie przywilej żeglugi na niej bez uiszczania cła. Już od początku XIV wieku trwał konflikt między miastem a klasztorem o wodę, zapewniającą energię młynom. Prosty i wartki prąd Odry Wincentego niósł więcej wody, a mieszczanie uskarżali się na jej niedostatek i oskarżali mnichów o podstępne pogłębianie rzeki w celu podkradania wody. Ostatecznie rada miejska zdecydowała w czerwcu 1425 o przegrodzeniu na własną inicjatywę spornej odnogi Odry tamą, co jednak spotkało się ze sprzeciwem i tama musiała zostać rozebrana. Problem niedostatku wody młyńskiej trwał jeszcze kilkadziesiąt lat.
Poniżej Wrocławia Odra łączyła się za Kępą Mieszczańską i płynęła korytem na przedłużeniu kierunku koryta otaczającego Kępę od wschodu tworzącym zakole wzdłuż dzisiejszych ulic Młodych Techników, Legnickiej oraz Słubickiej. Pozostawiło to trwały ślad w układzie przestrzennym miasta w postaci szerokiego łuku ul. Legnickiej w okolicy pl. Strzegomskiego. Dalej Odra płynęła na północ, zakolami wzdłuż dzisiejszej linii kolejowej na Poznań, na wschód od Osobowic i Rędzina. Obecny prosty bieg Odry, pozostawiający Szczepin na lewym brzegu, powstał po 1261, lecz przed 1313. W podobnym okresie główne koryto Odry w jej dalszym biegu przesunęło się na południowy skraj doliny, wobec czego Osobowice i Rędzin znalazły się na prawym brzegu.

### Nowożytność

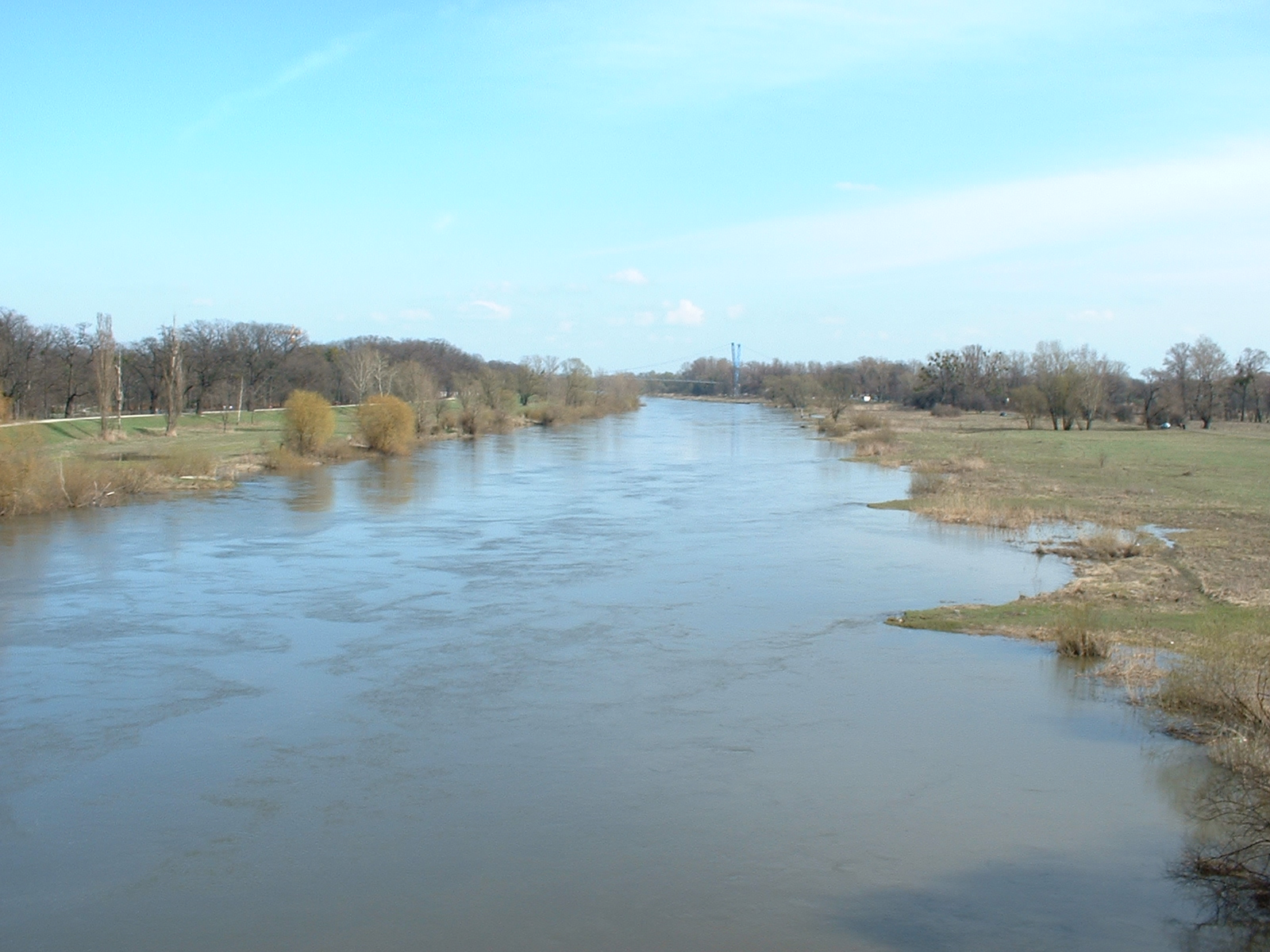
Wykonany w latach 1531–1555 przekop Odry w sąsiedztwie obecnego Ogrodu Zoologicznego

W końcu XV wieku zaszły okoliczności, które zmusiły radę miejską do podjęcia zdecydowanych działań. W 1492 we wsi Swojczyce Odra zaczęła się bowiem niebezpiecznie przybliżać do Widawy i istniało poważne ryzyko zmiany koryta i wyschnięcia miejskiej odnogi. W latach 1495–1496 przekopano kanał, zaczynający się koło klasztornego dobra Sępolno, pozostawiający na lewym brzegu rzeki Biskupin i znaczną część Szczytnik i wpadający do zakola Odry miejskiej w okolicy obecnej Przystani Zwierzynieckiej. Główny prąd płynął nadal starą odnogą na północ od Zalesia, Nowa Odra okazała się nieudanym przedsięwzięciem, zapewne dlatego, że odbiegała od starego koryta pod zbyt dużym kątem. W 1531 podjęto się zatem wykonania nowego, obszerniejszego przekopu o całkowicie prostym brzegu, rozpoczynającego się dalej w górę rzeki, w miejscowości Opatowice. Prace trwały aż dwadzieścia cztery lata, głównie dlatego, że w dalszym ciągu nie udawało się zmienić biegu wód. Dopiero przekopanie dodatkowego odcinka na przedłużeniu zakola koło wsi Bartoszowice, skierowanego do istniejącego już przekopu w kierunku południowo-zachodnim zakończyło się sukcesem. Dotychczasowe koryto istniało jako Czarny Potok i napełniało się większą ilością wody tylko w czasie powodzi.
Dzięki skierowaniu prądu rzeki bezpośrednio do miasta Odra św. Wincentego zaczęła stopniowo zarastać, jej pozostałości wykorzystano później jako fosę dzieła obronnego na północ od Ostrowa Tumskiego. Zmiany stosunków wodnych spowodowały jednak wzrost zagrożenia powodziowego we Wrocławiu. W średniowieczu powodziami zagrożony był przede wszystkim prawy brzeg rzeki, w 1231 klasztor na Piasku uzyskał przywilej przewozów promami na wypadek powodzi na tym obszarze. Zakrzywiony przebieg nowego przekopu spowodował, że lewy brzeg zaczął się przesuwać w kierunku wsi Bierdzany i już w 1648 wyrażano obawy, że Odra przeleje się w tym miejscu do doliny Oławy. Oława przepływała bowiem w tym czasie przez Wrocław jako Fosa Miejska oraz przez ciasne koryto w miejscu dzisiejszej Trasy W-Z. Zagrożenie powodzią starano się zmniejszyć, łącząc krótko przez rokiem 1700 różne starorzecza na północ od Wrocławia, dzięki czemu powstała odnoga wypływająca z Czarnego Potoku w okolicy ul. Bujwida, dalej biegiem zbliżonym do obecnego aż po most Trzebnicki, a stamtąd kanałem wzdłuż dzisiejszej ul. Trzebnickiej i do nieistniejącej już Kępy Strzeleckiej (w miejscu obecnej elektrociepłowni). W czasie wiosennej powodzi w 1748 Nowa Odra przebiła się przez cypel u zbiegu ze Starą Odrą i woda popłynęła Starą Odrą w odwróconym kierunku i dalej poprzez wspomniany już przekop powstały przed rokiem 1700. W 1789 wyprostowano dolny bieg przekopu poniżej dzisiejszego mostu Trzebnickiego, tak że Kleczków znalazł się na jego lewym brzegu. Przekop północny uzyskał bieg podobny do współczesnego, a na jego całą długość rozciągnięto nazwę Stara Odra, dotyczącą niegdyś jedynie odcinka na południe od mostu Szczytnickiego.
Dopiero dzięki udrożnieniu Starej Odry rzeka stała się na wysokości Wrocławia spławna – wcześniej była bowiem przegrodzona przez młyny. Miasto długo opierało się jednak dopuszczeniu wolnej żeglugi na Odrze, widząc narastającą konkurencję miast górnośląskich, toteż Starą Odrę wykorzystywano jedynie do spławu drewna na masową skalę. Dopiero w latach 1792–1794 przekopano kanały przez wrocławskie wyspy Piasek i Kępę Mieszczańską, tworząc dwie śluzy, pozwalające na żeglugę statkom o wyporności do 175 ton. Jednocześnie (w 1793) przegrodzono Starą Odrę palisadą w miejscu, gdzie odgałęziała się od głównego biegu. Powstał w ten sposób jaz przelewowy, istniejący w tym miejscu do dziś (lecz umocniony żelbetem), który pozwalał utrzymać stosunkowo stabilny stan wody we wrocławskim śródmieściu.

### XIX i XX wiek
Powstała w ten sposób droga wodna nie wystarczała już na potrzeby transportowe XIX wieku. W roku 1846 przedstawiono projekt budowy drogi wodnej równoległej do lewego brzegu Starej Odry i uzyskano na niego wstępną zgodę władz. Jednak w 1848 zgoda ta została wycofana ze względu na bardzo wysokie koszty. Ruch na Odrze silnie się rozwijał i zaszła potrzeba budowy nowoczesnych portów, umożliwiających przeładunek towarów ze statków na wagony kolejowe. Pierwszy taki powstał w 1882 poniżej mostu Kolei Prawego brzegu Odry – był to jednak tylko stosunkowo niewielki basen z bocznicą. W 1888–1889 powstał natomiast na Popowicach, poniżej mostu Kolei Poznańskiej większy port, zbudowany przez Frankfurckie Towarzystwo Kolei Towarowej. Ponadto w tym czasie powstała na wówczas podwrocławskim Kozanowie stocznia rzeczna, produkująca barki i holowniki, a w czasie I wojny światowej także niewielkie przybrzeżne okręty wojenne (minowce).
6 czerwca 1888 zdecydowano o pełnej regulacji Odry od Kozanowa w górę, w związku z tym także projekt wrocławskiego kanału uzyskał fundusze. Pierwotny projekt przewidywał szczodrze zwymiarowany kanał zaczynający się na wysokości Strachocina, a następnie przebiegający doliną Czarnej Wody i po północnej stronie Starej Odry do Kozanowa. Ostatecznie w 1895 rozstrzygnięto, że zrealizowany będzie skromniejszy wariant drogi wodnej, korzystającej z górnego odcinka Starej Odry, a następnie z kanału po jej lewym brzegu. Otwarta w 1901 droga wodna posiada dwie śluzy – górną przy ul. Wybrzeże Wyspiańskiego, dolną na Kleczkowie, ponadto wrota przeciwpowodziowe przy moście Burzowym. Mogą z niej korzystać statki o wyporności sięgającej 400 ton. W związku z jej budową wymieniono trzy mosty – Zwierzyniecki, Szczytnicki i Osobowicki, ten ostatni przesuwając o 700 m w górę rzeki. Było to konieczne, aby zbudować położony na zachód od Kleczkowa Port Miejski, otwarty jednocześnie z Kanałem Miejskim.

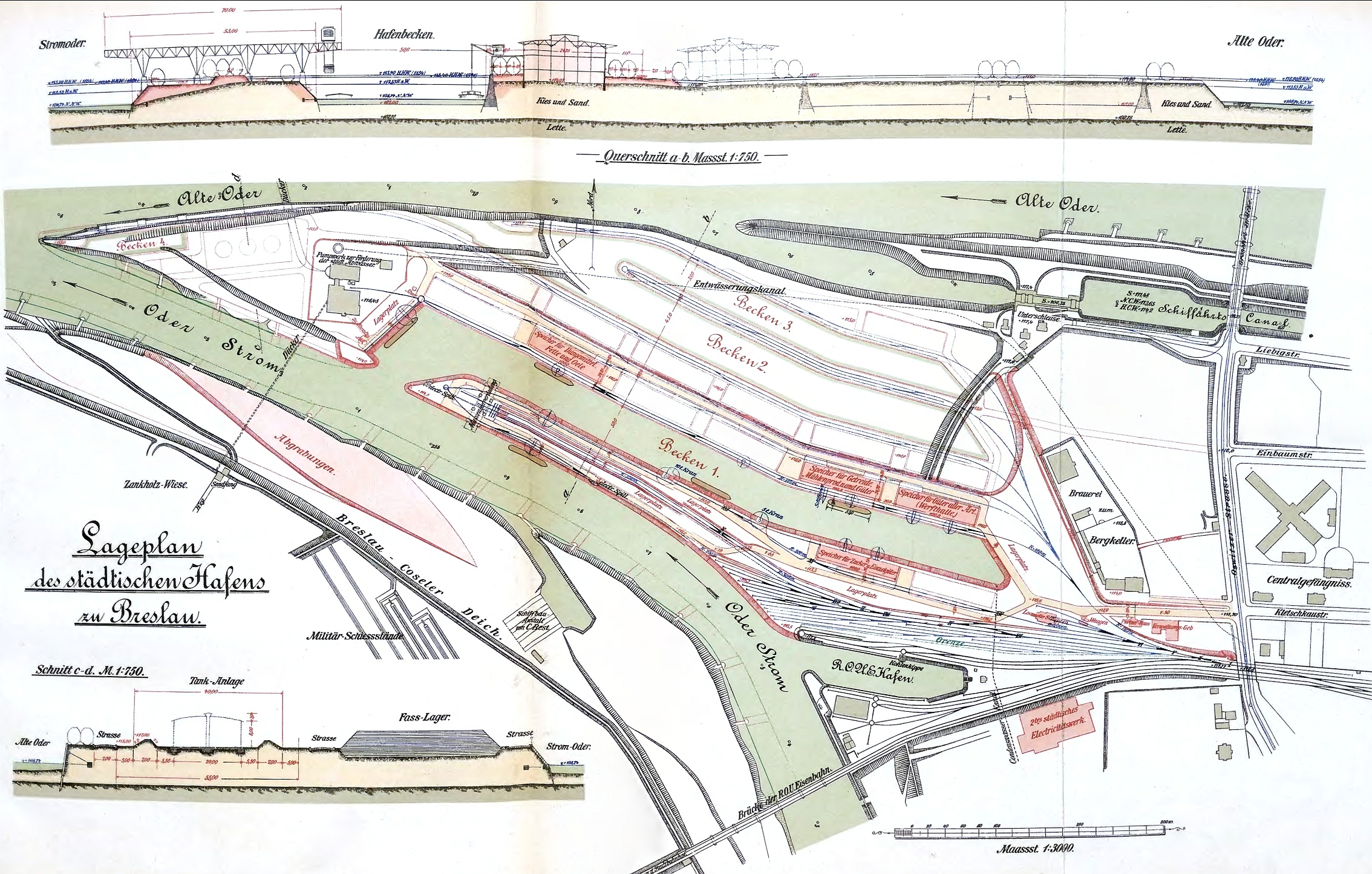
plan portu z roku 1901

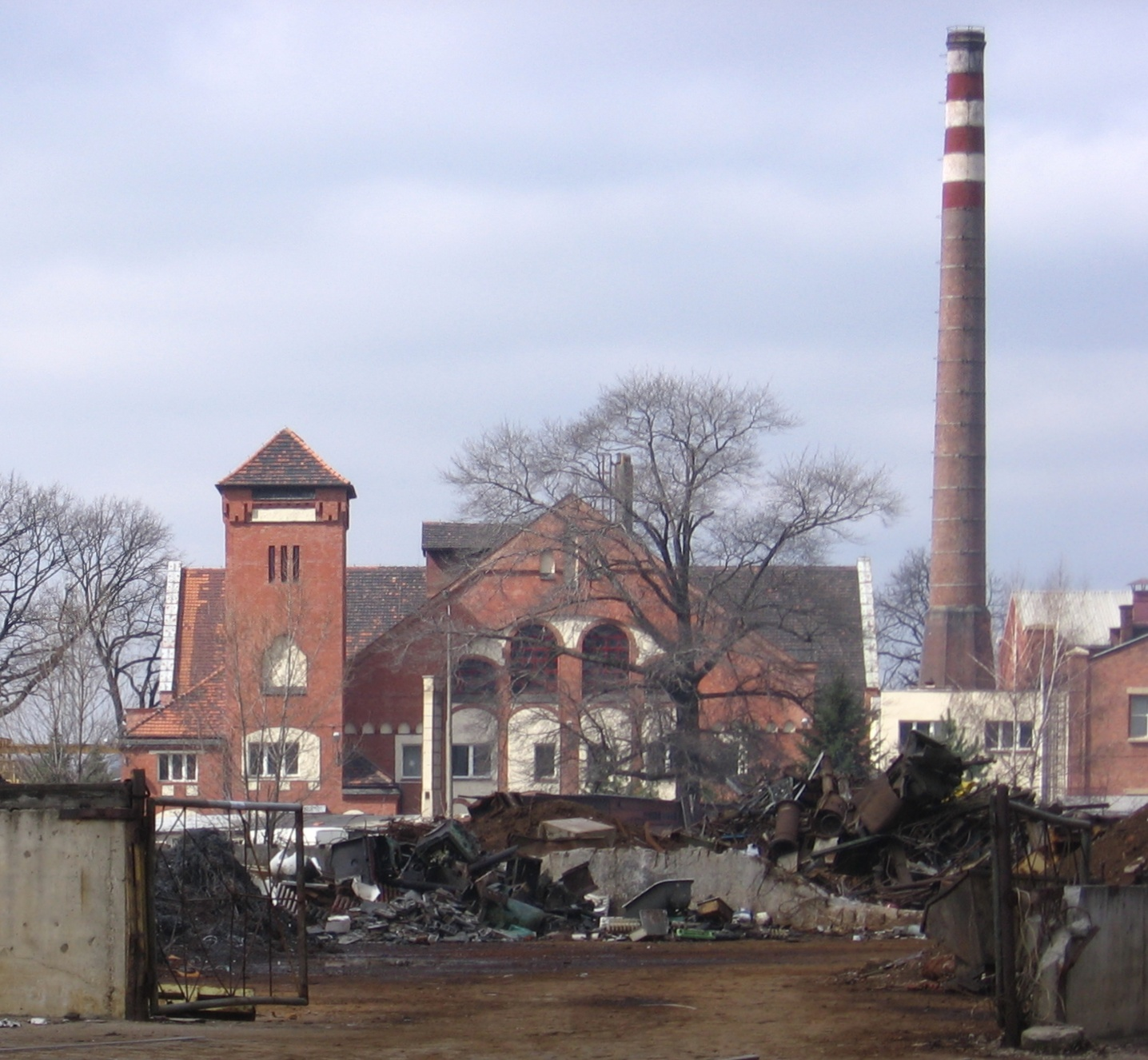
XIX-wieczny budynek portowy

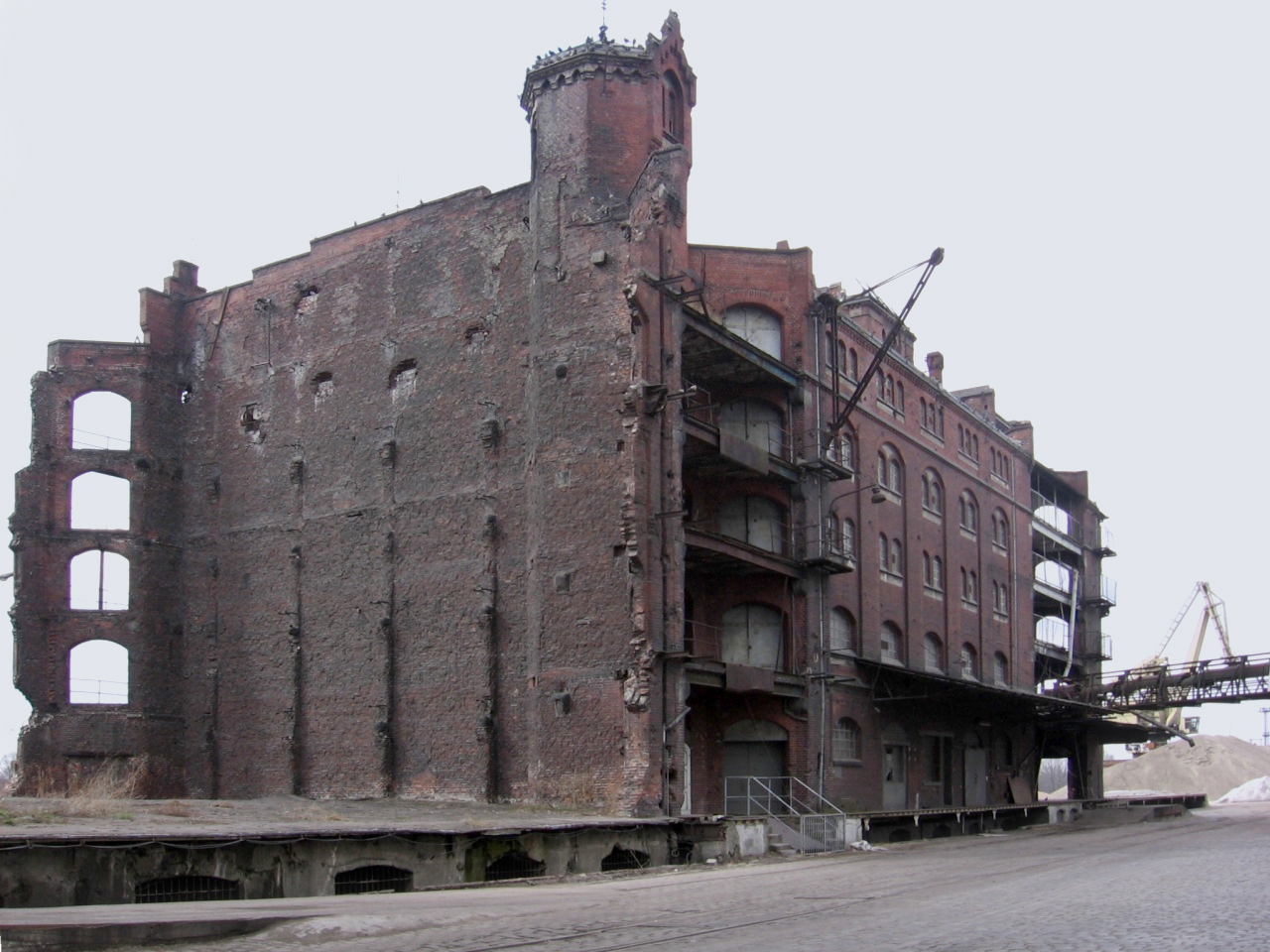
resztki magazynu portowego

Nowy port powstał na mocy umów między miastem i rządem (z 1896/1897) oraz miastem i koleją (1899). Budowę rozpoczęto 29 listopada 1897. Do urządzeń portowych zaliczały się: jeden obszerny basen portowy (z opcją dobudowy dwóch dalszych), wymurowane z cegły klinkierowej magazyny nawozów, cukru oraz ziarna (spichlerz) i hala stoczniowa, wzdłuż których mogły się przemieszczać dźwigi półportalowe. Między basenem portowym i brzegiem Odry zamocowano suwnicę służącą do przeładunku węgla, w porcie funkcjonowały też dźwigi portalowe i obrotowe. Ponadto zbudowano budynek dyrekcji i lokomotywownię na dwie lokomotywy manewrowe. Obiekty projektowali m.in. radcy budowlani Richard Plüddemann, Karl Klimm oraz radca budownictwa wodnego, L. Günther (którego nazwiskiem nazwano później dzisiejsze mosty Bolesława Chrobrego). Dojazd do portu stanowił przebudowany w tym celu ciąg ulic Pomorska-Reymonta, do portu prowadziły bocznice z Dworca Nadodrze oraz wąskotorowa, z kolejki Wrocław-Trzebnica. Port położony jest średnio 113,5 m n.p.m.
Już w memoriale wydanym z okazji otwarcia portu ubolewano, że w związku z budową drogi wodnej nie rozwiązano ostatecznie problematyki zagrożenia powodziowego oraz wykorzystania terenów między Odrą a Oławą. Już dwa lata później, w lipcu 1903, nastąpiła wielka powódź, w wyniku której zalane zostały znaczne części wrocławskiego śródmieścia. Wedle relacji, na placu przed Dworcem Głównym pływano wówczas łodziami. Powódź przyspieszyła decyzję o budowie nowego Kanału Powodziowego, rozpoczynającego się na wysokości Strachocina z Bartoszowic przez Swojczyce wpadającego do Odry powyżej mostu Warszawskiego. Jednocześnie podjęto budowę nowej drogi wodnej o jeszcze większej przepustowości, wiodącej poprzez równoległy do Kanału Powodziowego Kanał Nawigacyjny, odcinek Starej Odry oraz Kanał Różanka ze śluzą na Polance. Kanały zrealizowano w latach 1912–1917, zbudowano przy tym trzy nowe mosty (dziś zwane Bartoszowicki, Chrobrego i Jagielloński), a dwa kolejne (Warszawski i Trzebnicki) zastąpiono nowymi konstrukcjami. Na prawym brzegu nowego Kanału Żeglugowego powstało w latach 20. kilka dużych zakładów przemysłowych, a także kolejna stocznia.
Również w centrum miasta zaszły pewne zmiany. Stopniowo zlikwidowano większość starych młynów, część z nich zastępując dwiema elektrowniami wodnymi projektu Maksa Berga. Pierwsza z nich, południowa (Elektrownia Wodna Wrocław I), powstała przy współpracy Ludwiga Moshamera i została otwarta 2 maja 1924, przy projektowaniu drugiej (Elektrownia Wodna Wrocław II), otwartej 19 listopada 1925 i położonej na Odrze Północnej współpracowali z Bergiem Paul Schreiber i Wilhelm Anders. Ostatnie koła młyńskie we Wrocławiu (w Młynie Maria) zlikwidowano w latach 50., zastępując je napędem elektrycznym.
Po II wojnie światowej częściowo zniszczone urządzenia nie zostały w pełni odbudowane, m.in. do końca XX wieku szlak żeglugowy przez śródmieście pozostał niedrożny. W 1997 w czasie powodzi tysiąclecia słabo konserwowany system przeciwpowodziowy zawiódł, Odra przelała się powyżej Wrocławia do Oławy i zalała Przedmieście Oławskie i Świdnickie, nie wytrzymały także wały Kanału Powodziowego i Starej Odry, przez co zalana została część Wielkiej Wyspy. Tak jak niespełna sto lat wcześniej, przed Dworcem Głównym pojawiły się na kilka dni łodzie i pontony. Niemal całkowitemu zniszczeniu uległ Jaz Szczytniki. Odbudowa urządzeń wodnych trwa do chwili obecnej (2006).

## Współczesność

### Węzeł wodny Wrocławia
Rozciąga się on od km 243,5, tj. odgałęzienia kanału do śluzy Opatowice do śluzy Rędzin, tj. km 260,1. Na terenie Wrocławia rozróżniamy następujące odcinki:
Górna Odra Wrocławska od km 243,5 do km 251,7. Kanał Opatowicki dł. ok. 2 km na kanale Śluza Opatowice (72 × 9,60 m), jaz Opatowice sektorowy.
Północna i Południowa Odra Wrocławska km 251–254. Od 29 kwietnia 2010 otwarta dla żeglugi. Dwie śluzy: Mieszczańska i Piaskowa.
Na km 249,6 Górnej Odry Wrocławskiej odgałęzia się Stara Odra Wrocławska; oddzielona jest Jazem Szczytniki; płynie do km 255,8, tj. połączenia z Dolną Odrą Wrocławską.
Dolna Odra Wrocławska od km 254, tj. od połączenia Płn. Płd. Odry Wrocławskiej do km 255,8, tj. do połączenia z kanałem Nawigacyjnym (Starą Odrą). Na tym odcinku znajdują się: Port Miejski (km 250) i stocznia przy ul. Długiej. Dalej na km od 255,8 do km 261 na tym odcinku znajdują się Port Popowice i zimowiska: Osobowice I i II.
Na km 250,1 Górnej Odry Wrocławskiej odgałęzia się kanał Miejski, który biegnie przez kanał śluzy Szczytniki następnie korytem Starej Odry i powyżej jazu Psie Pole kanałem – Kanałem Miejskim; długość kanału 7,1 km, dwie śluzy: Szczytniki i Miejska o wymiarach 55 × 9,60 m. Za Śluzą Miejską znajduje się Przeładownia Elektrociepłowni Wrocław.
Na km 244,5 odgałęzia się Kanał Powodziowy, który poniżej jazu Psie Pole łączy się ze Starą Odrą, na kanale jaz Bartoszowice.
Na km 244,2 odgałęzia się Kanał Nawigacyjny, który biegnie do km 255,8 częściowo korytem Starej Odry. Długość kanału 10,7 km, osobno kilometrowany, na kanale śluzy: Bartoszowice, Zacisze, oraz Różanka.

### Transport wodny na Odrze

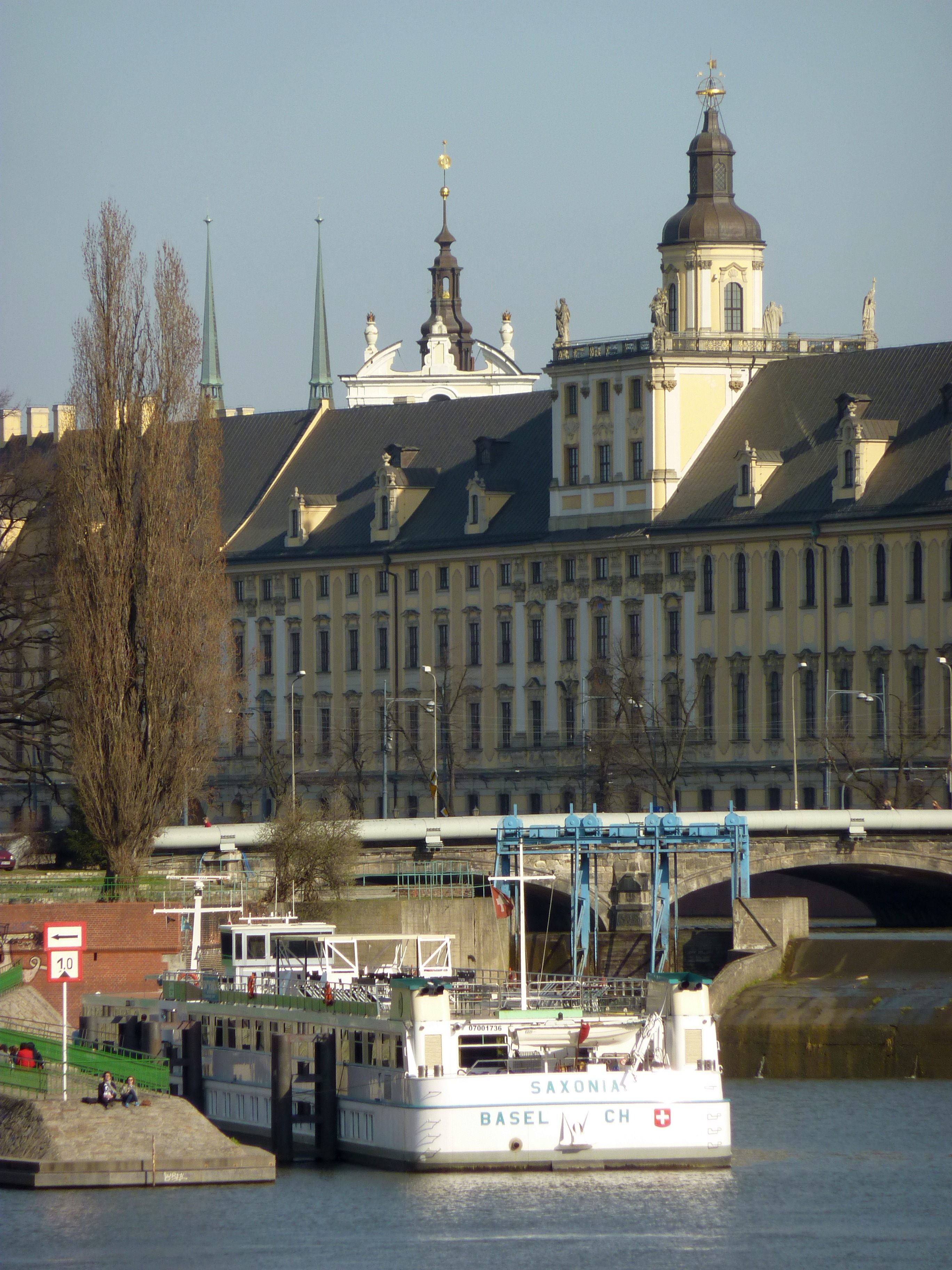
Szwajcarski wycieczkowiec koło Uniwersytetu Wrocławskiego

Obecnie Port Miejski oraz Port Popowice stanowią własność spółki Odratrans-Porty Sp. z o.o. Transport wodny silnie podupadł w związku z ograniczeniem wydobycia górnośląskiego węgla. Nadal jednak chętnie transportowane jest rzeką kruszywo i piasek.

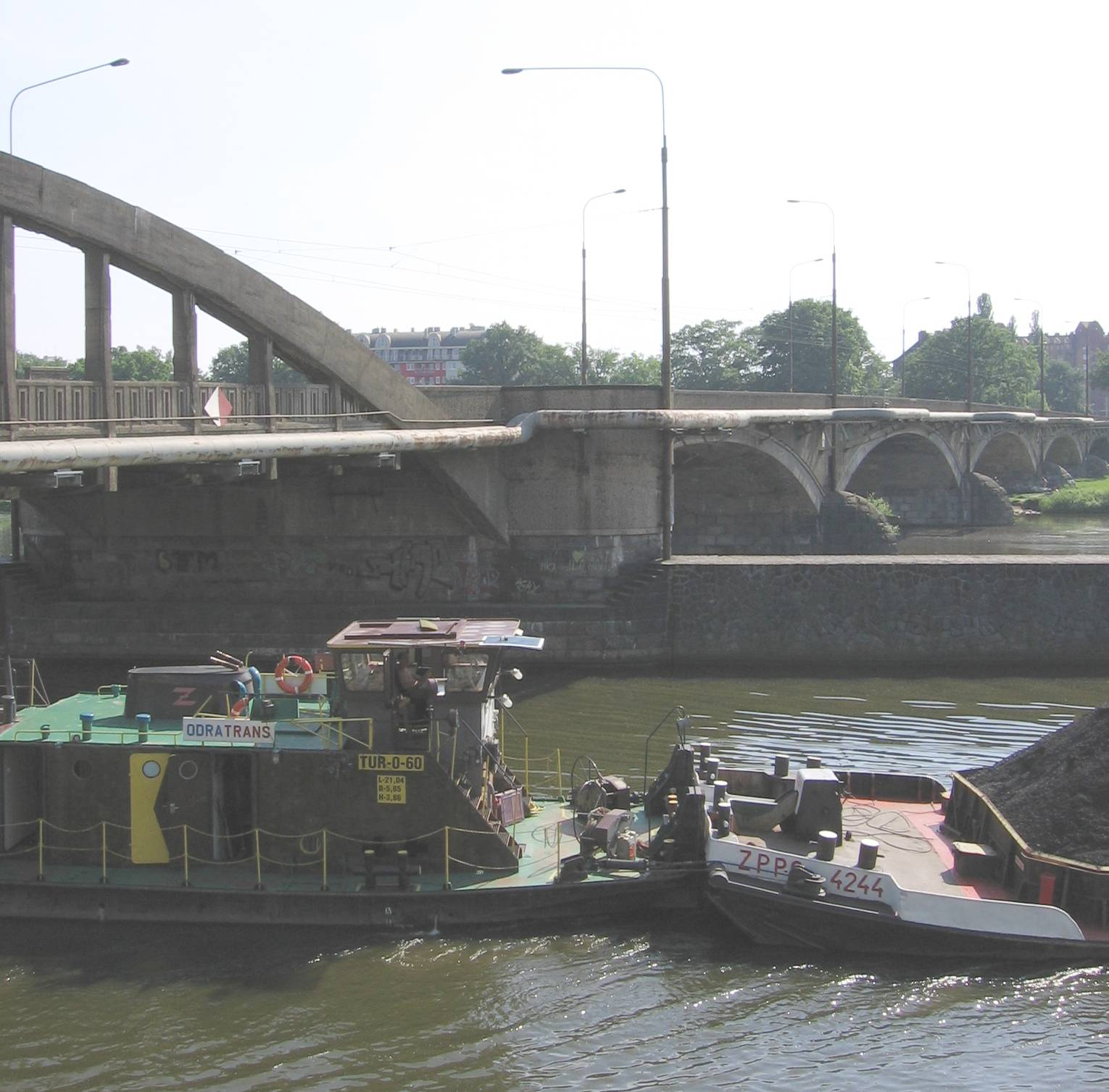
Mosty Warszawskie – transport węgla
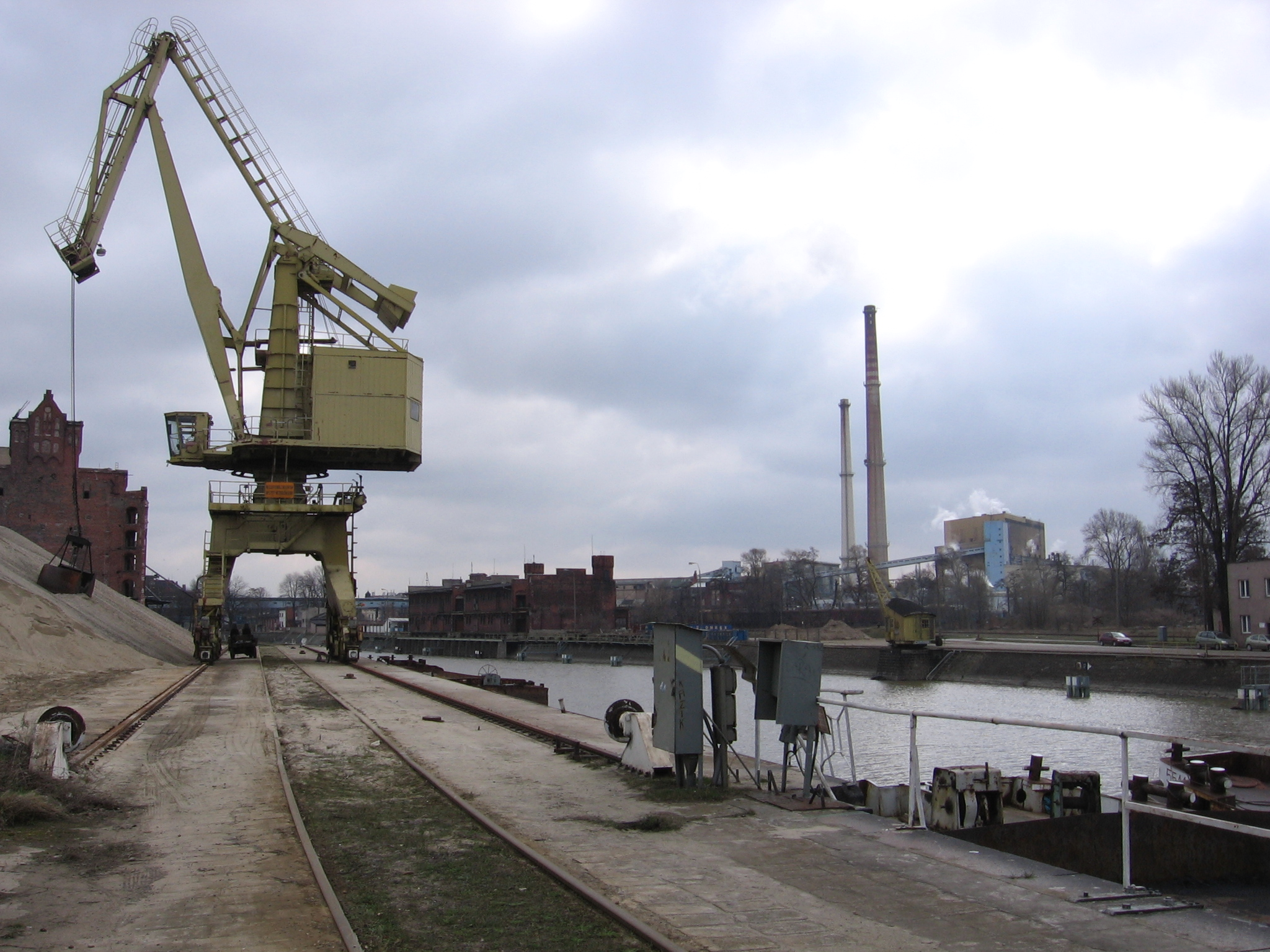
Port Miejski – ładowarka do kruszywa
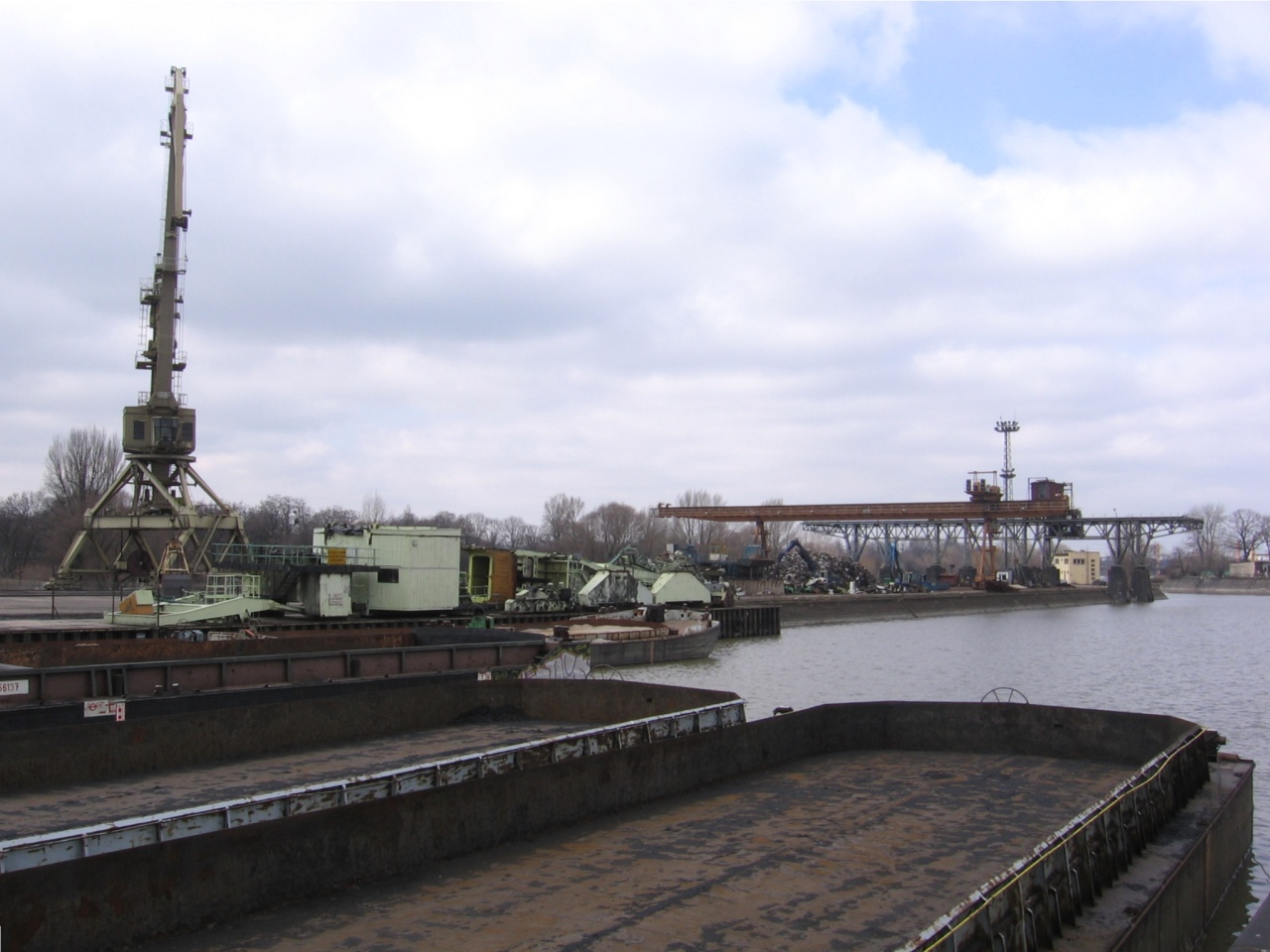
barki w Porcie Miejskim
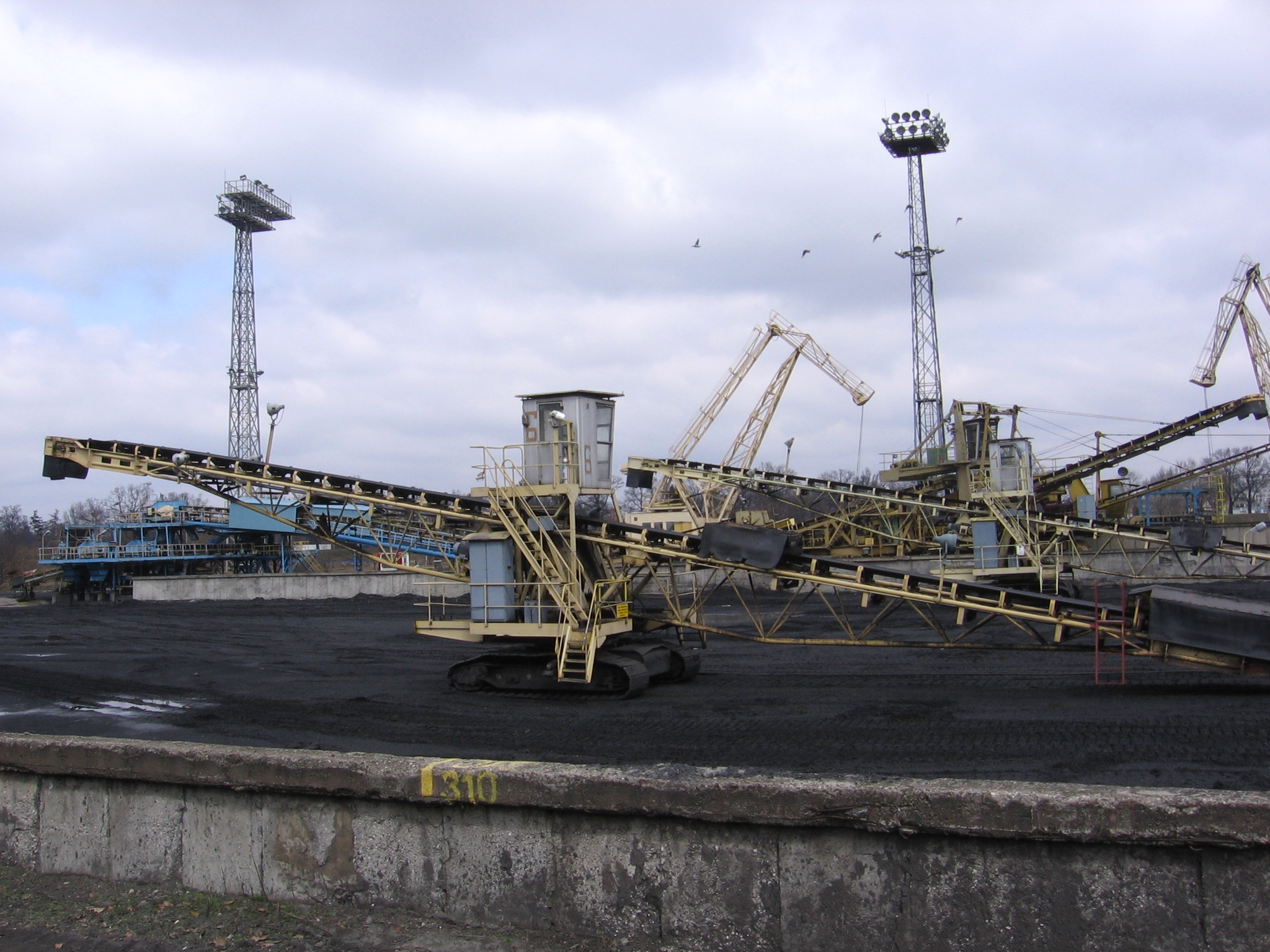
skład węgla w Porcie Miejskim

Małe statki rzeczne, dzięki europejskiej sieci żeglugowej, do której włączona jest Odra i kanały łączące ją ze Sprewą, Łabą, Renem i Rodanem są w stanie przepłynąć z Wrocławia do Niemiec, a nawet do Francji, Włoch i Szwajcarii i choć rzadko, to jednak widywane są we Wrocławiu egzotyczne z tutejszego punktu widzenia statki np. bandery szwajcarskiej, przypływające z Bazylei.

### Wykorzystanie rekreacyjne rzeki
Po Odrze we Wrocławiu kursują statki Białej Floty, cumujące na kilku przystaniach. Regularna pasażerska żegluga rekreacyjna realizowana jest przez kilka statków będących własnością firm prywatnych i odbywa się na krótkich odcinkach z wykorzystaniem Przystani Zwierzynieckiej koło ZOO i Mostu Zwierzynieckiego oraz przystani przy Wyspie Piasek i Hali Targowej, a także na dłuższej trasie od przystani na Zaciszu przy ul. Kochanowskiego do Rędzina i z powrotem. Ponadto z Odry korzysta dziś kilka klubów jachtowych. Wały wzdłuż Odry, najczęściej porośnięte dwoma rzędami drzew (często dębów) stanowią natomiast atrakcyjne szlaki spacerowe i rowerowe dla mieszkańców okolicznych osiedli.

### System przeciwpowodziowy
Ze względu na położenie większości dzielnic miasta na obszarze starorzeczy odrzańskich i płaskiej rzeźby terenu, Wrocław regularnie zagrożony jest powodzią w czasie wiosennych roztopów oraz w okresie letnich opadów. Ukształtowany ostatecznie w początku XX wieku system przeciwpowodziowy zakłada odprowadzenie wód powodziowych Odry przez północne dzielnice Wrocławia. Odra podzielona jest stopniami wodnymi – jazami, w przypadku normalnej ilości niesionej przez rzekę wody regulujących jej poziom i służących również ochronie przeciwpowodziowej. Przekop Odry i Kanał Powodziowy są na wysokości Opatowic, Bartoszowic i Strachocina przegrodzone dwoma jazami, odpowiednio Opatowickim i Bartoszowickim. Zamknięcie Jazu Opatowickiego kieruje wodę poprzez Kanał Powodziowy i Starą Odrę, gdzie stan wody jest regulowany przez dalsze jazy. Pomocniczo istnieje możliwość przerzucenia części wód powodziowych do doliny Widawy, poprzez Kanał Odpływowy na Strachocinie. W przypadku przelania się przegrody Jazu Opatowickiego i nadmiaru wody w przekopie Odry może się ona poprzez Jaz Szczytniki przelewać do Starej Odry, Stare Miasto nie jest jednak chronione dalszą przegrodą. Poniżej centrum Wrocławia stan wody regulowany jest przez jaz w Rędzinie.
W roku 2012 rozpoczęła się gruntowna przebudowa całego węzła.